# Òrrius (kommunhuvudort)
Òrrius är en kommunhuvudort i Spanien.   Den ligger i provinsen Província de Barcelona och regionen Katalonien, i den östra delen av landet, 500 km öster om huvudstaden Madrid. Òrrius ligger 281 meter över havet och antalet invånare är 307.
Terrängen runt Òrrius är huvudsakligen kuperad, men åt nordväst är den platt. Runt Òrrius är det mycket tätbefolkat, med 3 494 invånare per kvadratkilometer. Närmaste större samhälle är Sant Martí, 19,3 km sydväst om Òrrius. I omgivningarna runt Òrrius växer i huvudsak blandskog.